# Alfredo Horacio Zecca
Alfredo Horacio Zecca (Buenos Aires, 27 de septiembre de 1949-Buenos Aires, 4 de noviembre de 2022) fue un teólogo, profesor y  eclesiástico católico argentino. Ejerció como arzobispo de Tucumán, entre 2011 a 2017.

## Biografía

### Primeros años
Alfredo Horacio nació el 27 de septiembre de 1949, en la ciudad argentina de Buenos Aires. Fue bautizado en la Basílica de Ntra. Sra. de Buenos Aires el 2 de octubre, a los cinco días de su nacimiento.
Recibió la primera comunión el 8 de diciembre de 1956 y una semana después, el 15, el obispo Manuel Tato, le administró la confirmación, ambos sacramentos en la parroquia de Santa Rita.

### Formación
Ingresó en el Seminario Metropolitano de Buenos Aires en marzo de 1968, cuando comenzaba a aplicarse el ciclo Introductorio, que se realizaba en el Instituto Vocacional San José, en San Isidro.
Realizó los estudios de Filosofía en la Universidad Católica Argentina, y el profesorado en el Consejo Superior de Educación Católica, donde obtuvo el título de profesor en Filosofía y Pedagogía.
En la Facultad de Teología de la UCA, obtuvo el bachillerato en Teología en 1976 y la licenciatura en 1980.
Viajó a Alemania, donde en la Universidad de Tubinga, obtuvo el doctorado en Teología, en 1988.

### Sacerdocio
Juan Carlos Aramburu, le administró la admisión, los ministerios y el diaconado. Su ordenación sacerdotal fue el 19 de noviembre de 1976, en la catedral de Buenos Aires; a manos del cardenal Aramburu.
Su primer destino tras la ordenación sacerdotal fue la parroquia de la Asunción de la Santísima Virgen, donde permaneció dos años para pasar al Seminario como superior. Allí permaneció 20 años con diversas tareas, siendo rector los últimos nueve años.
Fue profesor ordinario titular de la Facultad de Teología. En 1990 fue designado Decano de Teología, cargo que desempeñó por dos períodos sucesivos, y de 1991 a 1999 fue rector del Seminario Metropolitano, ejerciendo la mayoría del tiempo los dos cargos simultáneamente.
- Párroco de la Inmaculada Concepción, de Villa Devoto (1992-1999).
- Miembro del Consejo Presbiteral (1991-1999).

El 7 de abril de 1993, el papa Juan Pablo II le otorgó el título de Prelado de honor de Su Santidad.
- Miembro del Colegio de Consultores (1994-1999).
- Encargado del Curso Preparatorio del Clero Joven (1991-1999).

- Rector de la Universidad Católica Argentina (1999-2009).[5]
- Presidente de la Federación Argentina de Universidades Católicas.
- Presidente de la Organización de Universidades Católicas de América Latina.
- Miembro invitado del Consejo de Administración de la Federación Internacional de Universidades Católicas.

El 29 de enero de 2005, el papa Juan Pablo II lo nombró consultor de la entonces Congregación para la Educación Católica.

### Episcopado
El 10 de junio de 2011, el papa Benedicto XVI lo nombró arzobispo de Tucumán. Fue consagrado el 18 de agosto del mismo año, en la catedral de Buenos Aires; a manos del cardenal-arzobispo Jorge Mario Bergoglio SJ. Tomó posesión canónica 17 de septiembre.
El 12 de junio de 2012, fue nombrado miembro de la Congregación para la Educación Católica.
El 9 de junio de 2017, el papa Francisco aceptó su renuncia por motivos de salud, y lo nombró arzobispo titular pro hac vice de Bolsena.
En la CEA continuó como miembro de la Comisión de Educación Católica y delegado para los Desafíos y Prospectivas de la Educación Católica en la Argentina.
Fue autor de libros y artículos en revistas teológicas y académicas y ha participado en varios encuentros internacionales en Europa, África, Asia y América Latina. Desarrolló su actividad de investigación científica en los campos de la teología dogmática, la eclesiología y la teología fundamental vinculando estas disciplinas para estudiar la contribución de la filosofía clásica y moderna y los temas de actualidad de la posmodernidad.

### Fallecimiento
Falleció el viernes 4 de noviembre de 2022, a los 73 años de edad, en la unidad coronaria del Sanatorio Otamendi de Buenos Aires, donde se encontraba internado por un cuadro grave de insuficiencia cardiaca, del que intentaba salir debido a sus múltiples antecedentes cardiovasculares. Su diabetes fue otro factor que condicionaron su evolución.
Sus restos mortales fueron velados en la Catedral Metropolitana de Buenos Aires, para posteriormente ser trasladados a Tucumán, para su inhumación.